# El Terme Gros
El Terme Gros és una muntanya de 328 metres que es troba entre els municipis de Maçanet de la Selva, a la comarca de la Selva i de Tordera, a la comarca del Maresme. Al cim podem trobar-hi un vèrtex geodèsic (referència 304109015).